# Persecution Mania
Albums de Sodom
Expurse of Sodomy
(1987) Agent Orange
(1989)
Persecution Mania est le deuxième album studio du groupe de thrash metal allemand Sodom. L'album est sorti en décembre 1987 sous le label Steamhammer Records. La pochette a été dessinée par Johannes Beck.
Cet album marque une certaine évolution dans la musique du groupe, en effet, le thrash metal teinté d'éléments Black metal de leur précédent album, Obsessed By Cruelty, est devenu un thrash metal sans influences d'autres sous genres de metal.
L'album a été ré-édité en 2000 avec en plus les titres de l'EP Expurse of Sodomy.
L'outro à la guitare du dernier titre de l'album, Bombenhagel, reprend l'air de l'hymne national allemand.
Le troisième titre, Iron Fist, est une reprise du groupe de hard rock anglais Motörhead.

## Liste des morceaux
Toutes les chansons sont écrites et composées par Sodom.
| No | Titre                            | Durée |
| -- | -------------------------------- | ----- |
| 1. | Nuclear Winter                   | 5:26  |
| 2. | Electrocution                    | 3:26  |
| 3. | Iron Fist (reprise de Motörhead) | 2:45  |
| 4. | Persecution Mania                | 3:40  |
| 5. | Enchanted Land                   | 4:01  |
| 6. | Procession to Golgatha           | 2:01  |
| 7. | Christ Passion                   | 6:13  |
| 8. | Conjuration                      | 3:44  |
| 9. | Bombenhagel                      | 5:11  |

| 10. | Outbreak of Evil | 3:32 |
| 11. | Sodomy & Lust    | 5:14 |
| 12. | The Conqueror    | 3:29 |
| 13. | My Atonement     | 6:05 |

## Composition du groupe
- Tom Angelripper - Chant/Basse
- Frank Blackfire - Guitare
- Chris Witchhunter - Batterie

Membre additionnel
- Harris Johns - chœurs sur Iron Fist